# Вадковский, Александр Фёдорович
Вадковский Александр Фёдорович (20 августа 1801 — после 1845) — подпоручик 17-го егерского полка, декабрист. Брат Фёдора Вадковского.

## Биография
Младший сын сенатора Федора Фёдоровича Вадковского (1756—1806) от его брака с фрейлиной двора графиней Екатериной Ивановной Чернышёвой. Родился в Петербурге, крещен 26 августа 1801 года в Симеоновской церкви при восприемстве брата Ивана.
Учился в пансионе при Московском университете и в петербургских частных заведениях, брал уроки у преподавателя Пажеского корпуса. В 1819 году зачислен подпрапорщиком в лейб-гвардии Семеновский полк. 5 января 1821 года (24 декабря 1820 года) переведён в Кременчугский пехотный полк. С 1821 года — прапорщик. С 1824 года — подпоручик 17-го егерского полка.
С 1823 года — член Южного общества. Во время восстания Черниговского полка вызван С. И. Муравьёвым-Апостолом в город Васильков на совещание. 11 января 1826 года (30 декабря 1825 года) уехал в местечко Белая Церковь организовать помощь повстанцам, однако был арестован и отправлен на гауптвахту 3-го пехотного корпуса в город Житомир, 26 (14) января переведён в главную квартиру 1-й армии в город Могилёв. 10 февраля (29 января) 1826 года заключён в Петропавловскую крепость, где находился до июля, после чего по приказу императора Николая I отправлен в армию на Кавказ. Участник русско-турецкой войны (1828—1829). Из-за болезни уволен в отставку 31 (19) августа 1830 года. Находился под негласным надзором полиции по месту жительства в Тамбовской губернии.